# Katana Division
Katana Division är en division i Sri Lanka. Den ligger i distriktet Gampaha District och provinsen Västprovinsen, i den sydvästra delen av landet, 30 km norr om huvudstaden Colombo. Antalet invånare är 233 854.